# 한겨레출판
한겨레출판은 언론사 한겨레의 자회사이자 대한민국의 출판사이다. 1994년 한겨레의 한 팀으로 출발해 2006년 한겨레출판으로 설립되었다. 주로 교양·지식 관련 도서를 출판하고 있다.

한겨레출판은 '유쾌한 반란을 꿈꾸는 지식창고'라는 모토 아래 홍세화, 한홍구, 박노자 등 대한민국을 대표하는 오피니언리더의 인문·사회서와 공지영, 박범신, 박민규, 심윤경, 안도현, 김민정 등의 소설과 에세이 등을 꾸준히 출간해왔다.
또한 1996년부터 한겨레문학상을 제정해 젊고 실력 있는 작가들의 등용문으로 한몫을 하고 있다.
2013년부터는 휴머니티를 기조로 하는 한겨레출판문학웹진<한판>을 운영하고 있다.

## 브랜드
- 한겨레출판
- 한겨레아이들, 한겨레틴틴 : 어린이/청소년 도서 출판 브랜드
- 휴 : 에세이, 인문교양서 등 주로 휴식과 건강 관련 도서 출판
- 씨네21북스 : 문화 예술 실용 브랜드로, 영화/여행/예술/문화/교양/장르문학/만화/취미/여성/음식/연애/혼자 살기/심플한 삶/고양이의 분야를 다룬다.(대표 도서 : 진중권 미학 에세이, 김연수 김중혁 대꾸 에세이, 김혜리가 만난 사람들, 서나래 일상툰 등)

## 연혁[2]
- 1988년 한겨레신문사 첫 책 <북녘의 산하><구보타 사진집> 출간
- 1993년 출판팀 출범
- 1995년 해방 50주년 기념 장편소설 당선작 <인샬라>(권현숙) 출간
- 1996년 한겨레문학상 제정
- 1999년 <한겨레 옛이야기>시리즈 첫 5권 출간
- 2001년 한겨레아이들 브랜드 사용
- 2005년 <미래를 여는 역사>(한중일 3국 근현대사) 한중일 동시 출간
- 2006년 한겨레출판(주)로 분사
- 2009년 <한겨레 옛이야기>시리즈 35권 완간
- 2010년 휴, 한겨레틴틴 브랜드 사용, <스님의 주례사>(법륜) 출간(최다 판매 48만부)
- 2011년 씨네21북스 인수, 전자책 시작